# Gütting
Gütting ist ein Ortsteil der Stadt Oberviechtach im Oberpfälzer Landkreis Schwandorf in Bayern.

## Geographische Lage
Die Einöde Gütting liegt innerhalb des sanften nach Osten gewölbten Bogens, den die Murach hier macht, nachdem sie Oberlangau und Mitterlangau in Nord-Süd-Richtung durchflossen hat. Östlich von Gütting erhebt sich ein ausgedehntes Waldgebiet – der Schwander Berg und der Tannenwald – bis auf 728 m Höhe. An diesen dicht bewaldeten, teilweise sumpfigen Hängen entspringen zahlreiche Quellen, die als kleine Bäche der Murach zufließen. Westlich von Gütting öffnet sich die Landschaft etwas in das Gebiet von Unterlangau, Pullenried und Wildeppenried.

## Geschichte
Zum Stichtag 23. März 1913 (Osterfest) wurde Gütting als Teil der Pfarrei Pullenried mit einem Haus und 5 Einwohnern aufgeführt.
Am 31. Dezember 1969 hatte die Gemeinde Langau 397 Einwohner.
Zu ihr gehörten neben Ober-, Mitter- und Unterlangau noch
Pirk, Gütting, Brandhäuser, Tannermühle, Waldhäusl und Bockhaus.
Heute (2013) wird Gütting als Ferienhaus vermietet.

## Tourismus
Im 16. Jahrhundert wurde sowohl am Stangenberg westlich von Oberlangau als auch in dem
Sumpfgebiet in der Gegend von Gütting und Neumühle
nach Gold gegraben.
Es wird aber nirgends berichtet, dass dort auch Gold gefunden wurde.
Die Berichte erzählen vielmehr von verschiedenen Männern, die
mit der Behauptung in der Gegend „zentnerweise“ Gold gewinnen zu können,
eine Menge Schulden machten,
und dann spurlos verschwanden, ohne ihre Schulden bezahlt zu haben.
2008 gab es nochmal eine Neuauflage des Goldrausches, wieder ohne Erfolg.
Heute (2013) versucht man die „Goldfunde“ touristisch zu vermarkten.
Tatsächlich findet man in dem Gebiet um Gütting und Neumühle zahlreiche, teilweise mit Wasser gefüllte, Gruben.
Das Gebiet ist sehr sumpfig, was zu einer weiteren lokalen, heute noch auch von jüngeren Einheimischen
mit Überzeugung vorgetragenen Legende führt:
„Das Güttinger Loch“. Es handelt sich um ein spezielles Sumpfloch in diesem Gebiet voller Sumpflöcher,
in dem man angeblich auch bei „wissenschaftlichen Untersuchungen“ keinen Grund fand, das also
„unendlich tief“ ist. Natürlich vermuten einige ältere Einwohner hier einen Eingang zur Hölle.
Die Landschaft östlich von Gütting und Neumühle ist sehr wild, dunkel und sehr nass.
Vorsicht beim Wandern ist geboten.
Wenn auch kein Gold, so kann man dort, wenigstens in den meisten Jahren, viele Pilze finden.